# Cryptantha gracilis
Cryptantha gracilis là loài thực vật có hoa trong họ Mồ hôi. Loài này được Osterh. mô tả khoa học đầu tiên năm 1903.